# Samtgemeinde Jesteburg
De Samtgemeinde Jesteburg is een Samtgemeinde in de Duitse deelstaat Nedersaksen. Het is een samenwerkingsverband van drie kleinere gemeenten in het Landkreis Harburg. Het bestuur is gevestigd in Jesteburg.
De Samtgemeinde ligt aan de Seeve, een 42 km lang zijriviertje van de Elbe. Het gebied maakt deel uit van het meest noordelijke deel van de Lüneburger Heide.

## Deelnemende gemeenten
- Bendestorf, 2.331 inwoners per 31 december 2022
- Harmstorf, 815 inw. per 31-12-2022
- Jesteburg, 8.141 inw. per 31-12-2022, inclusief de dorpen en gehuchten Itzenbüttel, Reindorfer Osterberg, Thelstorf, Lüllau en Wiedenhof. Lüllau, 3 km ten zuidwesten van Jesteburg, tot 1972 een afzonderlijke gemeente, en Itzenbüttel, 2 km ten noorden van Jesteburg, zijn van deze plaatsjes het grootst.

## Infrastructuur
De buurgemeentes Seevetal en Rosengarten (Nedersaksen) zijn goed ontsloten door Autobahnen (o.a. de A1 en de A7; afrit 38 Ramelsloh van de A7 ligt 4 km ten oosten van Harmstorf) en spoorlijnen, o.a. Station Klecken dicht bij de gemeentegrens.
De gemeente is per lijnbus te bereiken vanaf het station van Buchholz.

## Geschiedenis
De drie hoofddorpen ontstonden alle drie in de middeleeuwen rondom een oud kerkje. Jesteburg ligt aan een beek, die de oostgrens vormde van een graafschap met Stade als hoofdstad.
Van 1874 tot 1981 had Jesteburg een station aan een spoorlijn tussen Buchholz en Lüneburg. De spoorlijn is in de jaren na 2015 ontmanteld en heeft in en om Jesteburg plaats gemaakt voor een goederenspoorlijn naar Maschen Rangierbahnhof, elders voor een fietspad.
Van 1947 tot 2012 was te Bendestorf een filmstudio gevestigd. In de eerste jaren regisseerde en produceerde Rolf Meyer er onder de bedrijfsnaam Junge Film Union bioscoopfilms, vaak romantische zogenaamde Heimatfilms. Bekende films, die er geproduceerd werden zijn o.a.:
- 1948: Menschen in Gottes Hand met in de hoofdrol Paul Dahlke (de eerste productie uit deze studio)
- 1951: Die Sünderin, met in de hoofdrol Hildegard Knef
- 1951: Die Csardasfürstin met in de hoofdrol Marika Rökk
- 1953: Ave Maria, met in de hoofdrol Zarah Leander
- 1954: Heideschulmeister Uwe Karsten, met in de hoofdrol Claus Holm
- 1967-1969: Landarzt Dr. Brock, tv-serie met in de hoofdrol Rudolf Prack

Toen de studio in 1952 een faillissement en een doorstart had meegemaakt, en kort na 1960 voor bioscoopproducties te klein was gebleken, werd de studio voor kleinschaliger TV- en reclamefilms gebruikt. In de tweede helft van de 20e eeuw kreeg het dorp Bendestorf door de aanwezigheid van de studio de bijnaam Heide-Hollywood. In 2018 werden de gebouwen van de studio gesloopt op een klein gedeelte na, dat als filmmuseum in gebruik werd genomen.

## Bezienswaardigheden
- Het natuurschoon van de Lüneburger Heide met veel wandel- en fietsmogelijkheden; speciaal te vermelden is nog:
  - Sprookjesbos-wandelroute in het Klecker Wald tussen Bendestorf en Klecken, gemeente Rosengarten
- Filmmuseum Bendestorf, zie boven
- Museum Kunststätte Bossard met kunsttempel, een imposant en bont gekleurd Gesamtkunstwerk, ontworpen door en gewijd aan de kunstenaar Johann Michael Bossard, die daar zijn atelier had. Bossard was ten tijde van Adolf Hitlers Derde Rijk een aanhanger van het nationaalsocialisme. In 2022 werd in een onderzoeksrapport geconcludeerd, dat Bossard wel een aanhanger van de Noordse mythologie en godsdienst , en een nationaalsocialist was geweest, in de kunsttempel komt ook een enkel hakenkruis voor, maar niet actief had meegewerkt aan de holocaust. Er was derhalve geen reden, het museumcomplex te Jesteburg te sluiten. Het midden in het bos gelegen complex staat bijna 3 kilometer ten zuiden van Jesteburg.

## Afbeeldingen

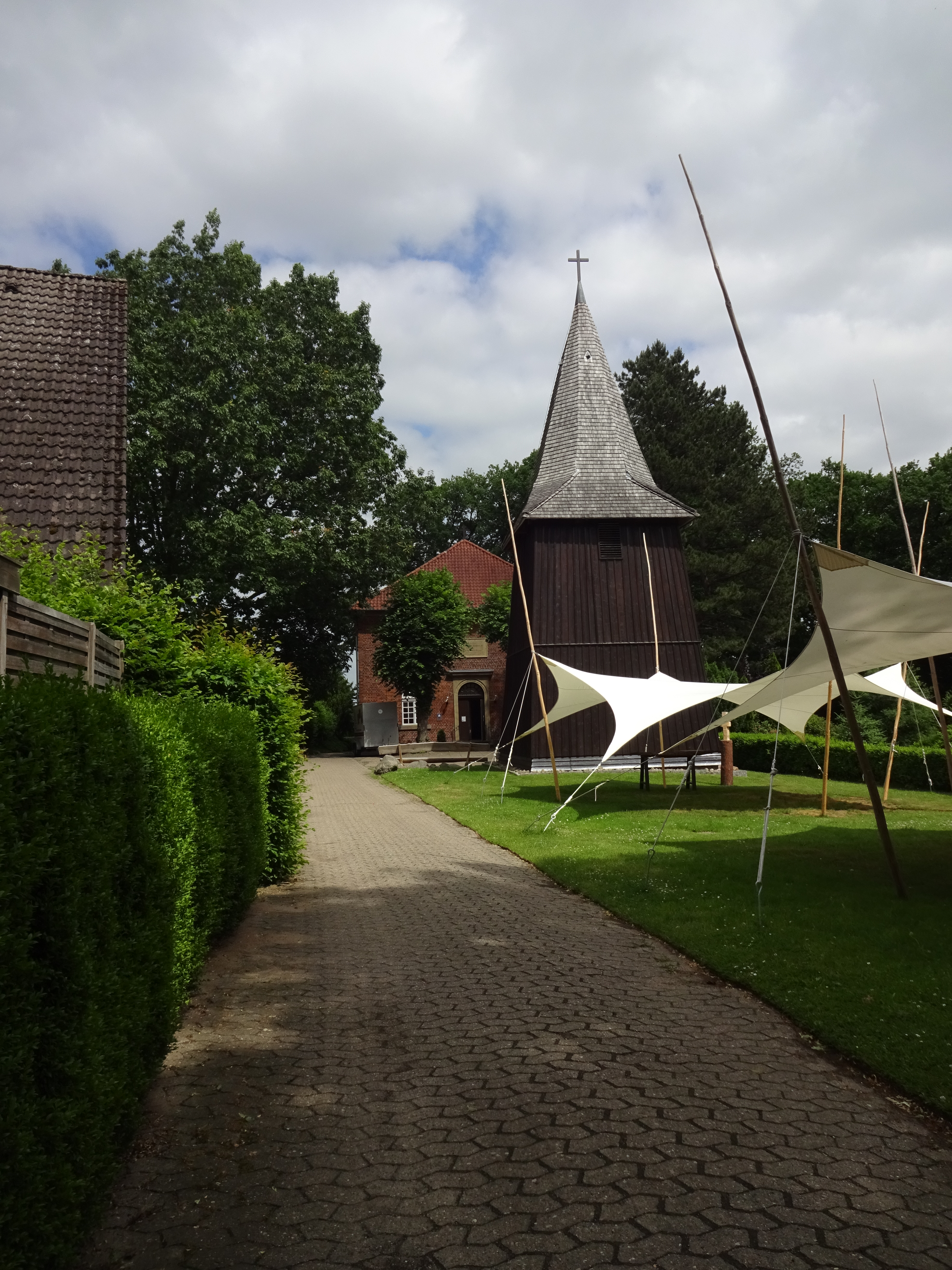
Houten 18e-eeuwse klokkentoren met op de achtergrond het rond 1840 herbouwde kerkje van Jesteburg
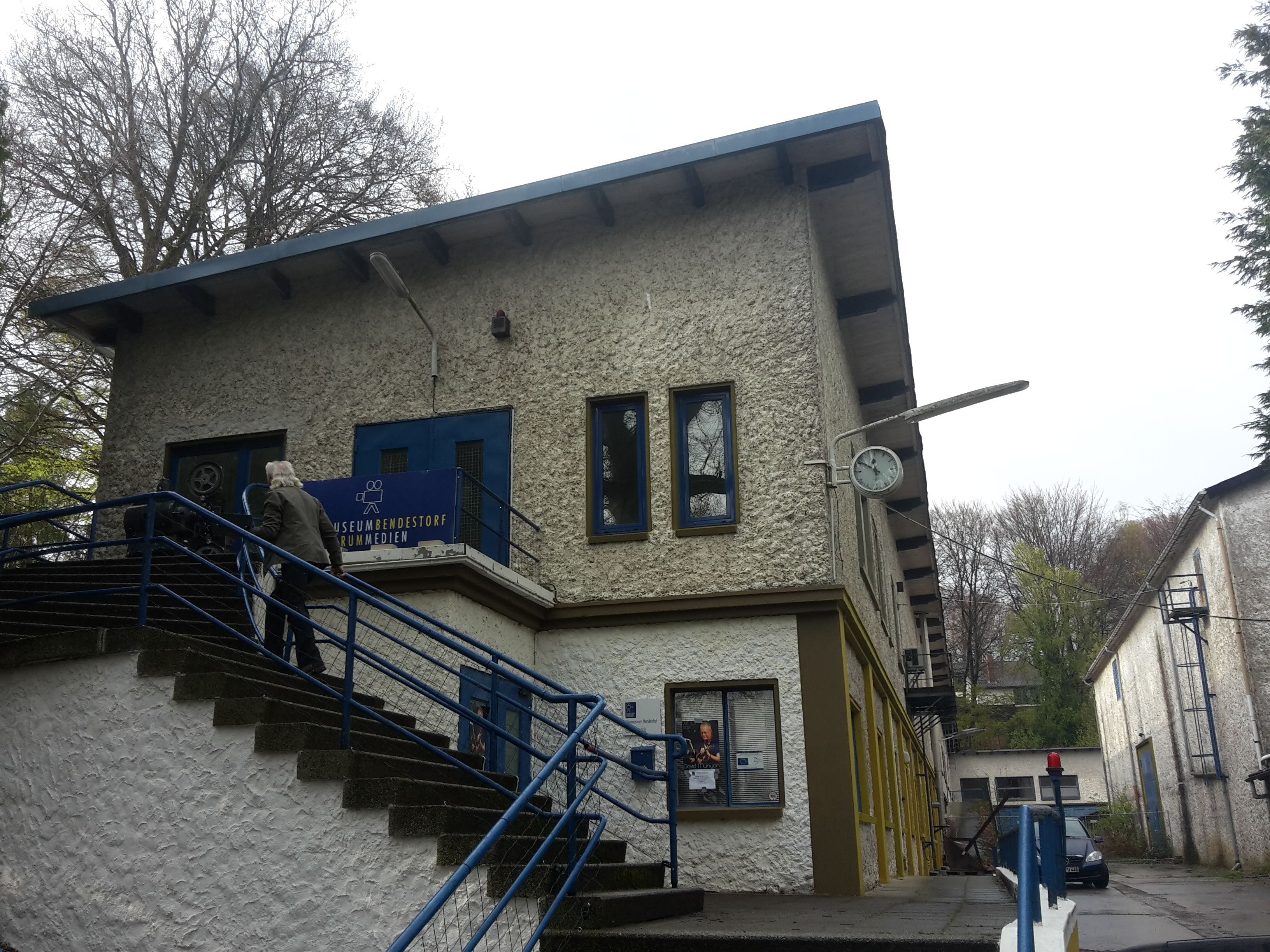
Filmmuseum Bendestorf
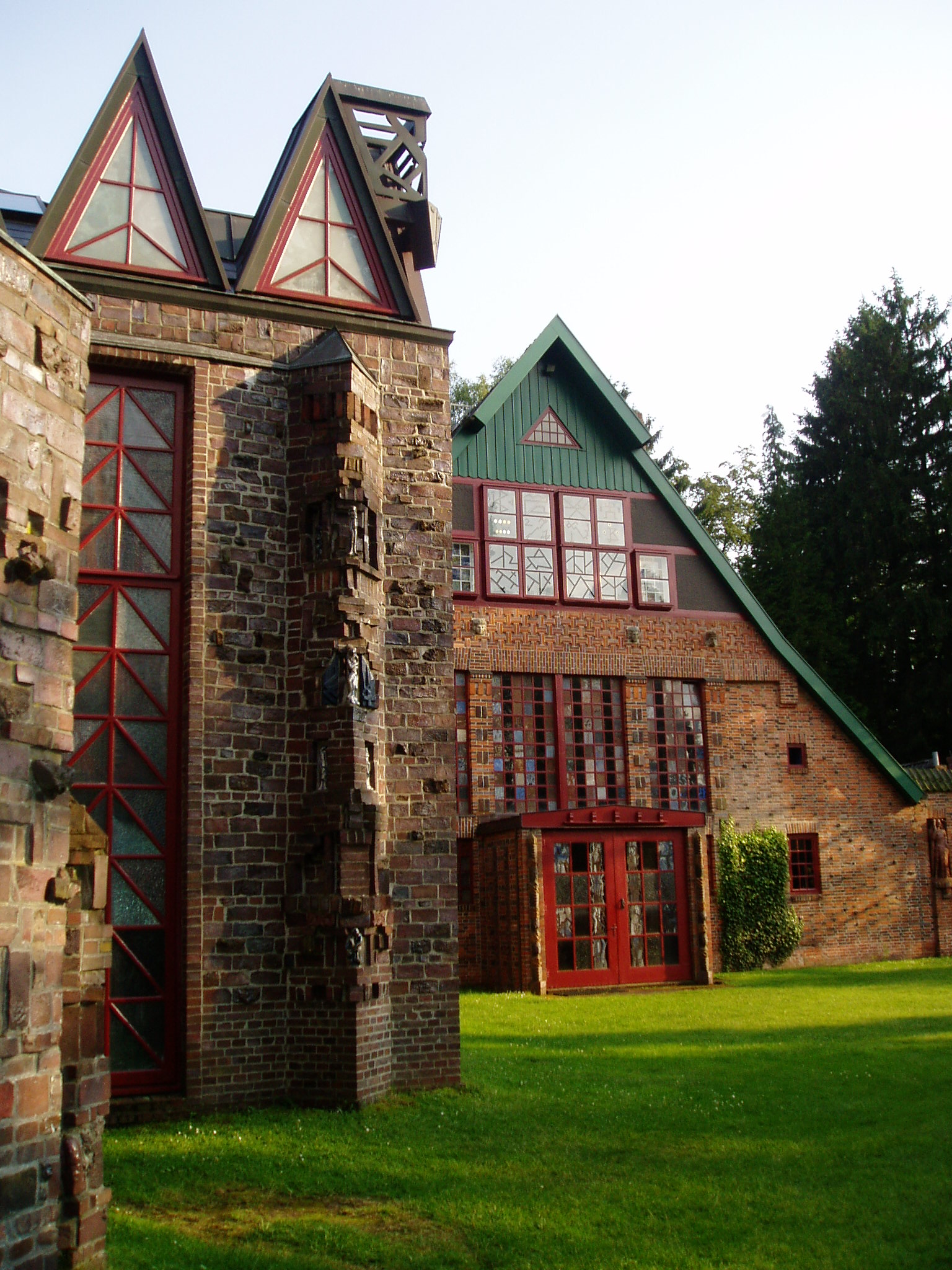
Kunsttempel Bossard, Jesteburg (1)
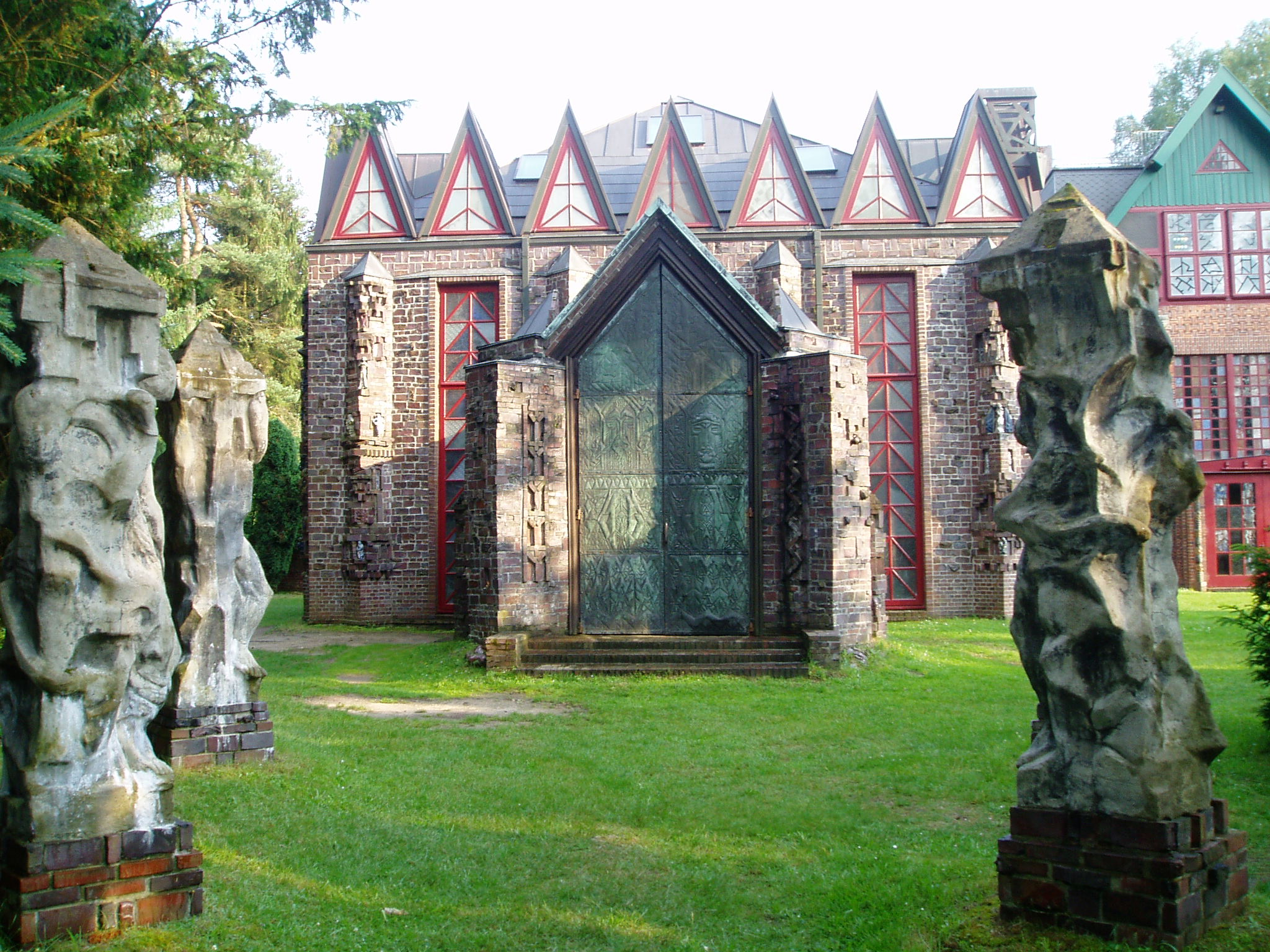
Kunsttempel Bossard, Jesteburg (2)

## Bekende inwoners
- Rolf Meyer (* 12 november 1910 in Suderode; † 3 februari 1963 in Todtglüsingen, een wijk van Tostedt), Duits filmproducer en -regisseur
- Johann Michael Bossard (* 16 december 1874 in Zug, Zwitserland; † 27 maart 1950 in Jesteburg), Zwitsers kunstschilder en beeldhouwer

Appel · 
Asendorf · 
Bendestorf · 
Brackel · 
Buchholz in der Nordheide · 
Dohren · 
Drage · 
Drestedt · 
Egestorf · 
Eyendorf · 
Garlstorf · 
Garstedt · 
Gödenstorf · 
Halvesbostel · 
Handeloh · 
Hanstedt · 
Harmstorf · 
Heidenau · 
Hollenstedt · 
Jesteburg · 
Kakenstorf · 
Königsmoor · 
Marschacht · 
Marxen · 
Moisburg · 
Neu Wulmstorf · 
Otter · 
Regesbostel · 
Rosengarten · 
Salzhausen · 
Seevetal · 
Stelle · 
Tespe · 
Toppenstedt · 
Tostedt · 
Undeloh · 
Vierhöfen · 
Welle · 
Wenzendorf · 
Winsen (Luhe) · 
Wistedt · 
Wulfsen